# Kantalice
Kantalice (niem.: Blumen) – nieoficjalna część wsi Pityny. Położona w Polsce, w województwie warmińsko-mazurskim, w powiecie ostródzkim, w gminie Miłakowo. Dawniej stanowiła osobną wieś.
Obecnie jej nazwa nie jest uwzględniana w TERYT i stronach internetowych gminy.

## Historia
Miejscowość wzmiankowana została po raz pierwszy w dokumentach z 1409 roku, pod nazwą Gantelitzen, jako wieś szlachecka na pięciu włókach. W roku 1782 we wsi odnotowano 7 domów, natomiast w 1858 w dwóch gospodarstwach domowych było 35 mieszkańców. W latach 1937–1939 zamieszkiwało ją 68 mieszkańców. W roku 1973 jako kolonia należała do powiatu morąskiego.